# Rostskriktrast
Rostskriktrast (Argya rubiginosa) är en fågel i familjen fnittertrastar inom ordningen tättingar.

## Utseende
Rostskriktrasten är en rätt liten (19–23 cm) skriktrast med olivbrun ovansida och gulaktigt roströd undersida. Näbben är olivbrun till grönaktig och benen är gråbruna.

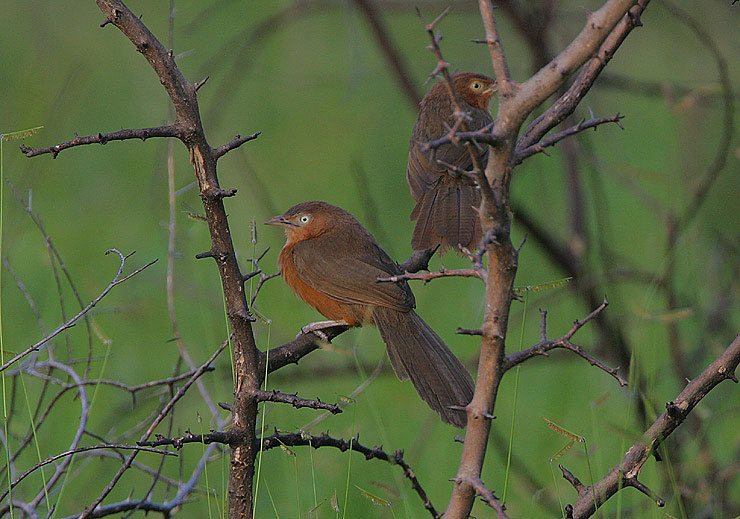

## Utbredning och systematik
Rostskriktrast delas in i fyra underarter med följande utbredning:
- sharpii (syn. bowdleri) – sydöstra Etiopien och nordöstra Kenyas inland
- rubiginosa – södra Sudan till Eritrea, centrala och södra Etiopien, Uganda och Kenya (förutom i nordost och sydost)
- heuglini – södra Somalia, sydöstra Kenya och östra Tanzania
- schnitzeri (syn. emini) – norra och nordcentrala Tanzania

### Släktestillhörighet
Rostskriktrasten placeras traditionellt i släktet Turdoides. DNA-studier visar dock dels att skriktrastarna kan delas in i två grupper som skilde sig åt för hela tio miljoner år sedan, dels att även de afrikanska släktena Phyllanthus och Kupeornis är en del av komplexet. Idag delas därför vanligen Turdoides upp i två släkten, å ena sidan övervägande asiatiska och nordafrikanska arter i släktet Argya, däribland rostskriktrast, å andra sidan övriga arter, alla förekommande i Afrika söder om Sahara, i Turdoides i begränsad mening men inkluderande Phyllanthus och Kupeornis. I samband med den lösningen byter taxonen bowdleri och schnitzeri namn till sharpii och emini när inte längre namnkonflikt råder med Turdoides sharpei sharpei respektive Turdoides jardineii emini.

## Levnadssätt
Rostskriktrasten hittas på torr savann och i buskmarker. Den ses vanligen i smågrupper om cirka fem fåglar, där utbredningsområdet överlappar ofta tillsammans med savannskriktrast. Födan består av ryggradslösa djur, inklusive termiter, som den födosöker efter nära marken bland torra löv. 

### Häckning
Arten häckar året runt, kooperativt i en revirhävdande grupp. Det lite slarvigt byggda skålformade boet av kvistar, löv, växtfibrer och liknande placeras upp till tre meter upp i en buske, ett träd eller i en tät bougainvillea. Däri lägger den två till fyra ägg.

## Status
Arten har ett stort utbredningsområde och beståndet anses stabilt. Internationella naturvårdsunionen IUCN listar den därför som livskraftig (LC).

## Namn
På svenska har fågeln även kallats rödbrun skriktrast.